# Куоминтанг
Куоминтанг Кине (скраћено КМТ, прецизније транскрибовано Гоминдан) у преводу Кинеска националистичка партија, је политичка партија у Републици Кини. Седиште Куоминтанга је на Тајвану, и ово је тренутно друга већинска партија у Тајвану по броју посланика у Легислативном Јуану. Ово је такође и најстарија политичка партија у земљи. Од 2016-те је у опозицији.
Заједно са Странком народ Прво и Кинеском новом странком КМТ гради оно шта је познато као тајванска Све-плава коалиција, која подржава поновно уједињење Кине са матицом. Међутим, КМТ је била приморана да ублажи своје ставове, залажући се за политички и правни статус кво модерног Тајвана. КМТ се залаже за политику једне Кине а једну Кину дефинише као Републику Кину, а не као Народну Републику Кину. Како би ублажила тензије са Народном Републиком Кином, КМТ подржава политику три не - не унификација, не независност и не употреба силе.
Куоминтанг су основали Сонг Ђиаорен и Суен Јатсен убрзо након Синхај револуције. Касније ју је предводио Чанг Кај Шек. Владала је Кином од 1928. до повлачења на Тајван 1949. услед пораза од стране Комунистичке партије Кине током Кинеског грађанског рата. На Тајвану, КМТ је контролисала владу у једнопартијској држави, све до реформи крајем од касних 1970-их до 1990-их када је власт ове партије ослабила. Раније је Република Кина представљала синоним са КМТ, и била позната просто као националистичка Кина, по својој владајућој партији.